# Schodnia (Opole)
Pour l’article homonyme, voir Nowa Schodnia.
Schodnia est une localité polonaise du gmina d'Ozimek dans la voïvodie et le powiat d'Opole.